# Repeat repeat
Repeat repeat is het derde studioalbum van Peter Baumann.

## Inleiding
Peter Baumann raakte bekend in de popmuziek door zijn lidmaatschap van en bijdragen aan Tangerine Dream, specialist binnen de elektronische muziek. Toen Baumann vond dat zijn bijdragen niet op waarde geschat werden, koos hij ervoor om een loopbaan als soloartiest op te bouwen. Die kwam niet van de grond. In 1981 gooide Baumann het over een andere boeg; hij koos voor electro en new wave in de trant van The Human League en stijlperioden van David Bowie en de Tom Tom Club, aldus Voices in the net. Hij zong de nummers zelf hetgeen hem een vergelijking opleverde met Gary Numan. Het album werd opgenomen in de Cronex Media Studios in New York en aanvullend in Town House Studios in Londen, als medemuziekproducent trad Robert Palmer op. Enigszins weggemoffeld op de slaggitaar is fusiongitarist John Tropea.

## Musici
- Peter Baumann – analoge en digitale synthesizers, elektronica, zang

Met
- Carsten Bohn – drumstel op M.A.N. series two en Deccadance, toetsinstrumenten (Bohn speelde bij Frumpy)
- Mike Dawe – drumstel, overige nummers
- Ritchie Fliegler – gitaar
- John Tropea – slaggitaar
- Linda Kay Brynan – achtergrondzang

Een van de geluidstechnici in New York was ook een bekende uit de (meer mainstream) elektronische muziek. Jan Hammer zou in 1984 doorbreken met zijn filmmuziek achter Miami Vice met de wereldhit uit 1986/1987 Crockett's Theme.

## Muziek
Hieronder een overzicht van de Europese persing; de Amerikaanse persing week voor wat betreft kant 2 af in trackvolgorde. Het album verscheen daar een jaar later.

| Nr. | Titel                       | Duur |
| --- | --------------------------- | ---- |
| 1.  | Repeat repeat (Baumann)     | 3:46 |
| 2.  | Home sweet home (Baumann)   | 3:45 |
| 3.  | Deccadance (Baumann)        | 3:04 |
| 4.  | Realtimes (Baumann)         | 3:36 |
| 5.  | M.A.N. series two (Baumann) | 3:41 |

| Nr. | Titel                       | Duur |
| --- | --------------------------- | ---- |
| 1.  | Brain damage (Baumann)      | 2:48 |
| 2.  | Kinky dinky (Baumann)       | 3:14 |
| 3.  | Daytime logic (Baumann)     | 2:52 |
| 4.  | Playland pleasure (Baumann) | 3:26 |
| 5.  | What is your use? (Baumann) | 3:32 |

Repeat repeat gaat over dat het leven vol herhalingen zit; heb je de muziek niet al eerder gehoord en heb je de film niet al eerder gezien…. Brain damage wijst naar overvloedige informatie (Information overflow).

## Nasleep
Het was het laatste album dat Baumann aan Virgin Records leverde of mocht leveren. De eerste twee albums van Peter Baumann kenden nog een aantal heruitgaven, Repeat repeat moest het doen met een heruitgave op compact disc in 1990 via Virgin en een heruitgave op Rubellan Records in 2022.  Rubellan Records gaf heruitgaven uit van elpees van bijvoorbeeld Lene Lovich en Devo. Twee jaar na hun uitgave hief het platenlabel zichzelf op. Esoteric Recordings, normaliter een heruitgavespecialist van werk van Tangerine Dream en Peter Baumann, bracht dit album niet uit; het behoort niet tot hun niche van progressieve rock.